# Estación de Teruel
Teruel es una estación ferroviaria situada en la ciudad española de Teruel, en la comunidad autónoma de Aragón. Cuenta con servicios de media distancia operados por Renfe. Cumple también funciones logísticas.

## Situación ferroviaria
Está situada en el pk 132,2 de la línea 610 de la red ferroviaria española que une Zaragoza con Sagunto por Teruel, entre las estaciones de Cella y de Puerto Escandón. El tramo en Teruel es de vía única y está sin electrificar, a 876 m de altitud. El kilometraje se corresponde con el histórico trazado entre Calatayud y Valencia, tomando la primera como punto de partida, a pesar de que el tramo Calatayud-Caminreal ya no existe. 

## Historia
El ferrocarril llegó a Teruel el 1 de julio de 1901 con la apertura del tramo Calatayud-Puerto Escandón de la línea que pretendía unir Calatayud con Valencia. Las obras corrieron a cargo de la Compañía del Ferrocarril Central de Aragón. En 1941, con la nacionalización de la red ferroviaria de ancho ibérico, la estación pasó a integrarse en la red de RENFE. En 1985 la estación perdió su histórica conexión con Calatayud y Daroca, tras la clausura del tramo Calatayud-Caminreal. A eso se sumaría la supresión, en 1992, del servicio «Estrella Sol de Levante» que unía Valencia con Bilbao, y en 1996 de toda la circulación nocturna, eliminando con ello los servicios de larga distancia que pasaban por la estación.   
Entre 1991 y 1992 se realizaron diversas obras en la estación de cara a su modernización.
Desde enero de 2005, con la extinción de la antigua RENFE, Adif es la titular de las instalaciones.

## La estación

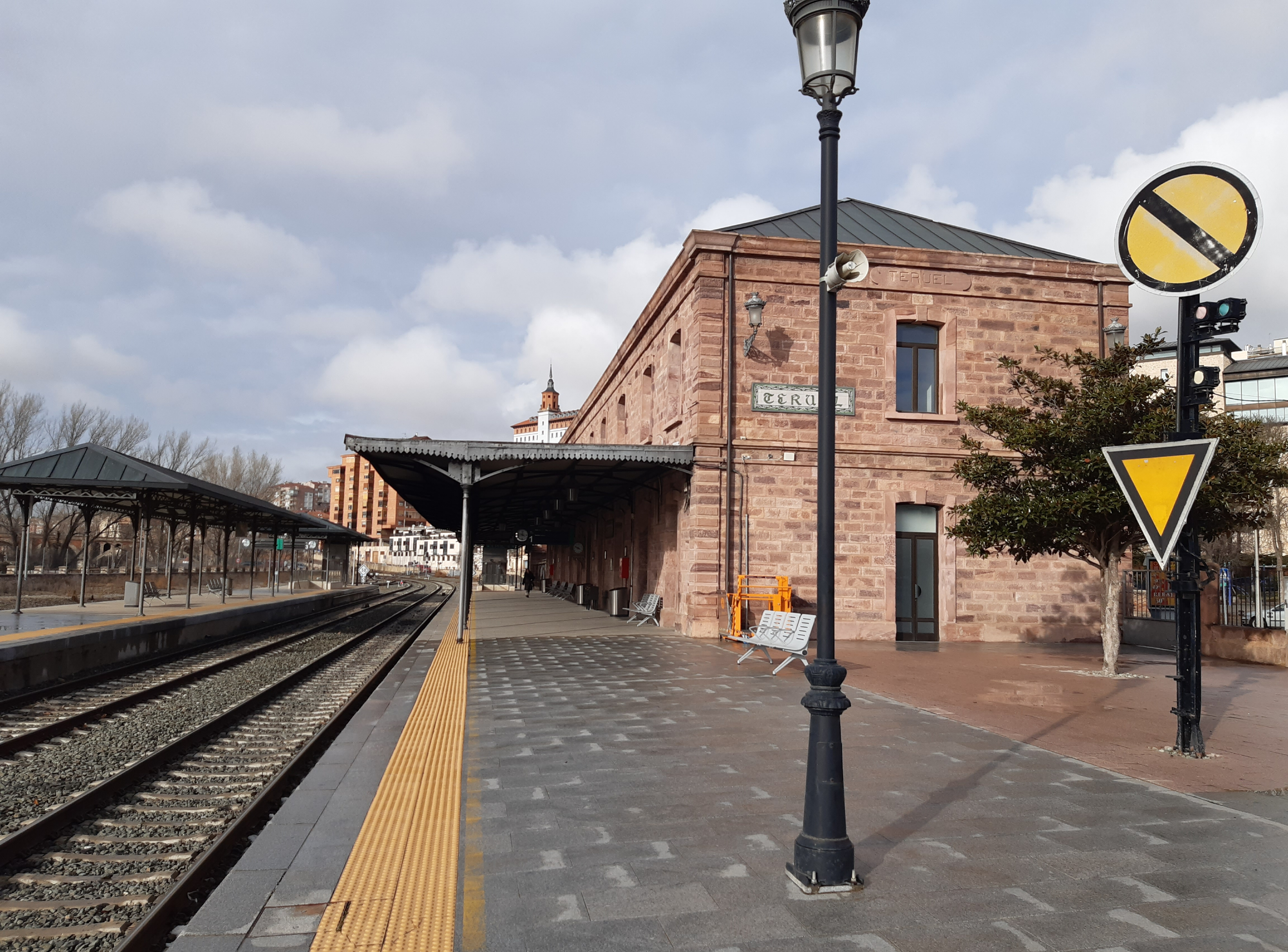
La estación en enero de 2020.

Está situada al oeste del centro urbano, situado en un valle. A pesar de haber transcurrido más de un siglo desde la inauguración del recinto el edificio para viajeros sigue conservando sin apenas modificaciones relevantes el aspecto que mostraba antaño. Es de planta rectangular y dos alturas con un tejado de cuatro vertientes cubriendo la estructura. El material predominante es el ladrillo visto. Todo el conjunto es de una extrema sobriedad, con vanos adintelados y sin elementos decorativos remarcables.
La estación cuenta con dos andenes, uno lateral cubierto al que accede la vía 1 (principal) y la vía 4 (en topera y fuera de la cubierta). Hay un andén central cubierto en dos tramos donde se encuentran a su vez las vías de apartado 3 y 5. Los dos andenes se encuentran unidos por un paso subterráneo con escaleras, así como ascensor. En paralelo a las mencionadas y sin andén está la vía 7 que dispone de una derivación de la que nacen las vías 11, 13, 15 y 17. Por su parte las vías, 2, 4, 6, 8 y 10 finalizan en toperas a proximidad del edificio principal siendo la vía 10 la más alejada de ellas.  
Las únicas vías numeradas y, por lo tanto, usadas para viajeros son la 4 (vía muerta para regionales destino Valencia-Norte), la vía 1 y  las vías derivadas 3 y 5. Las instalaciones se completan con almacenes, muelles, dos cocheras y diversas construcciones anexas. La estación tiene capacidad para cruces de trenes de mercancías de más de 750 m. 
Dispone de sala de espera, venta de billetes en ventanilla, aseos adaptados, puntos informativos y un aparcamiento exterior de uso gratuito. Existe también una parada de taxi y un bar con horario restringido, siendo éste de 8.00 hrs a "cierre" de lunes a viernes y los sábados de 12.00 hrs a "cierre" los sábados, cerrando festivos. No dispone de consigna.
Existe un ascensor (fuera del recinto) que comunica con la Plaza del Óvalo, evitando acarreos de maletas y escalones.
El horario de la estación es diario de 06:00h a 22:30h. Está catalogada como de categoría 4.

## Servicios ferroviarios

### Media Distancia

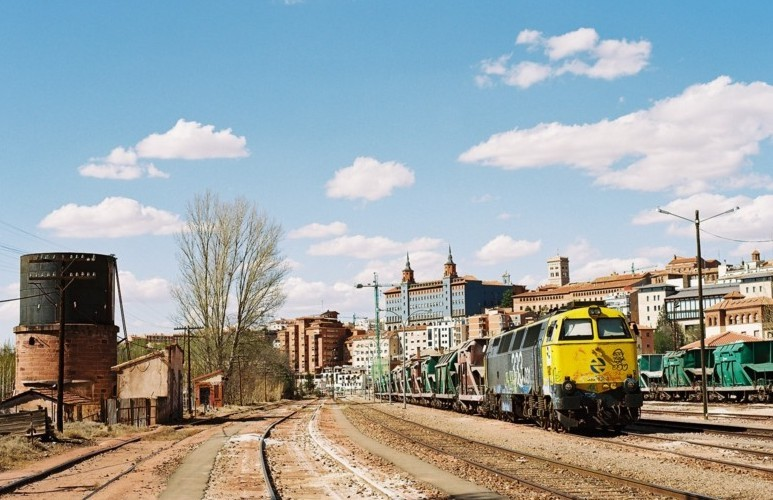
La locomotora diésel-eléctrica 333.107 de Renfe en la estación de Teruel (2005).

Teruel dispone de conexiones directas con 5 capitales de provincia: Valencia, Zaragoza, Huesca, Alicante y Murcia, además de otras ciudades relevantes como Elche o Cartagena. Todos los servicios se prestan con trenes de media distancia diésel TRD o Serie 599 de Renfe, ya que ningún tren de largo recorrido tiene parada. De hecho, a fecha de 17 de julio de 2023, la línea Zaragoza-Teruel-Sagunto no es utilizada por ninguno de ellos. Sin embargo, a partir de 2024 se prestará un servicio Alvia por sentido, entre Teruel, Zaragoza y Madrid, incorporándose en las proximidades de Zaragoza-Delicias a la línea de alta velocidad Madrid-Zaragoza-Barcelona-Frontera francesa, mediante un cambiador de ancho. Este servicio se prestará con la serie 730 de Renfe, y a fecha de 17 de julio de 2023, se desconoce si efectuará paradas intermedias en otros puntos del recorrido.
El material utilizado por Renfe en julio de 2023 para la prestación de servicios en esta estación de forma habitual son la S-594 para el Regional y la S-599 para los MD. 
| Línea | Trenes   | Origen/Destino      |  | Destino/Origen |
| ----- | -------- | ------------------- |  | -------------- |
| 49    | MD       | Zaragoza-Miraflores |  | Valencia-Norte |
| 49    | MD       | Huesca              |  | Valencia-Norte |
| 49    | Regional | Zaragoza-Miraflores |  | Teruel         |